# Grace (musikalbum)
Grace är Jeff Buckleys debutalbum, utgivet 1994 på Columbia Records. Det var det enda studioalbumet av Buckley som färdigställdes under hans livstid.

## Låtlista
1. "Mojo Pin" (Jeff Buckley, Gary Lucas) - 5:42
2. "Grace" (Jeff Buckley, Gary Lucas) - 5:22
3. "Last Goodbye" (Jeff Buckley) - 4:35
4. "Lilac Wine" (James Shelton) - 4:32
5. "So Real" (Jeff Buckley, Michael Tighe) - 4:43
6. "Hallelujah" (Leonard Cohen) - 6:53
7. "Lover, You Should've Come Over" (Jeff Buckley) - 6:43
8. "Corpus Christi Carol" (Benjamin Britten) - 2:56
9. "Eternal Life" (Jeff Buckley) - 4:52
10. "Dream Brother" (Jeff Buckley, Mick Grondahl, Matt Johnson) - 5:26